# Christmas Music (album)
Christmas Music (pełny tytuł: Decca Presents An Album of Christmas Music) – album kompilacyjny składający się z płyt gramofonowych, przygotowany przez Decca Records na krótko przed Świętami Bożego Narodzenia i wydany pod koniec 1940 roku. Zawiera nagrania muzyki świątecznej najpopularniejszych artystów wytwórni Decca, takich jak: Bing Crosby, Kenny Baker, Men About Town i Eddie Dunstedter. Na albumie znalazło się pierwsze komercyjne wydanie „Silent Night” Binga Crosby'ego.

## Lista utworów
Wydanie albumu z 1940 roku Decca Album No. 159 składało się z wcześniej wydanych płyt 78 obr./min:
Płyta 1: (304)
1. „Christmas Day (Part One)”, nagrany w listopadzie 1934 roku przez Men About Town
2. „Christmas Day (Part Two)”, nagrany w listopadzie 1934 roku przez Men About Town

Płyta 2: (621)
1. „Silent Night”, nagrany 13 listopada 1935 roku przez Binga Crosby'ego z Victorem Youngiem i jego orkiestrą
2. „Adeste Fideles”, nagrany 12 listopada 1935 r. Przez Binga Crosby'ego z Victorem Youngiem i jego orkiestrą

Płyta 3: (2189)
1. „O Little Town of Bethlehem”, nagrany 18 listopada 1938 przez Kenny'ego Bakera i Eddiego Dunstedtera
2. „O Holy Night”, nagrany 18 listopada 1938 przez Kenny'ego Bakera i Eddiego Dunstedtera

Płyta 4: (2190)
1. „It Came Upon A Midnight Clear”, nagrany 18 listopada 1938 przez Kenny'ego Bakera i Eddiego Dunstedtera
2. „Hark! The Herald Angels Sing”, nagrany 18 listopada 1938 przez Kenny'ego Bakera i Eddiego Dunstedtera